# KRIT Motor Company

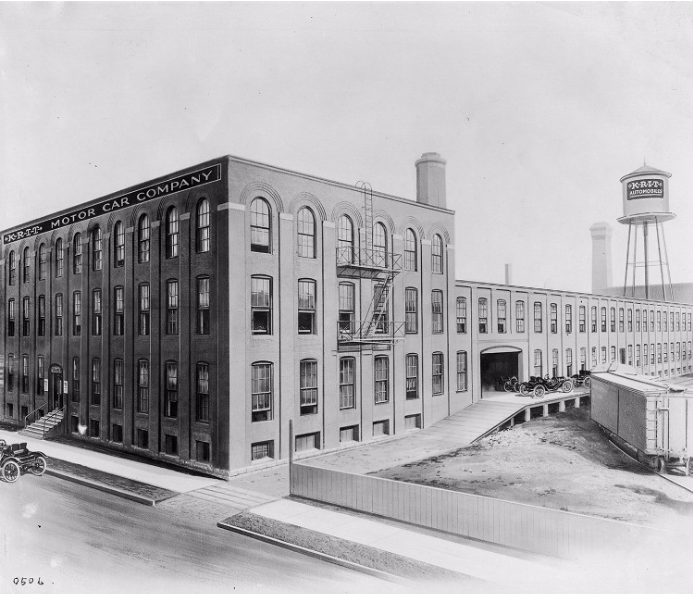
Fabryka Krit Motor Car Company przy 1608 East Grand Boulevard

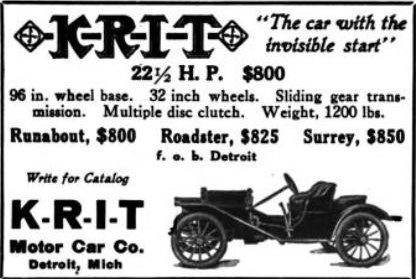
1911 KRIT motor car Advertisement

K-R-I-T, KRIT – amerykański producent wczesnych roadsterów i turystycznych samochodów osobowych z siedzibą w Detroit, działający w latach od 1909 do 1916. Jego nazwa pochodzi od przydomku Kennetha Crittendena, który był inwestorem i prezesem przedsiębiorstwa, a także miał swój udział w projektowaniu pojazdów.

## Emblemat
Emblematem samochodów była swastyka, w niektórych przypadkach umieszczona na białym tle i wpisana w okrąg o czerwonym obwodzie, tj. kolorystyce i układzie graficznym później przyjętych przez hitlerowską NSDAP. Symbol ten w tym czasie nie był jeszcze kojarzony z nazizmem, nazistowskimi Niemcami, Adolfem Hitlerem czy antysemityzmem.

## Siedziba
Przedsiębiorstwo miało w swojej krótkiej historii dwie siedziby. Pierwotnie samochody wytwarzano w fabryce przejętej od producenta pojazdów marki Blomstrom. W 1911 KRIT Motor Company zostało kupione przez Waltera S. Russela z Russel Wheel and Foundry Company, po czym w 1911 siedziba przeniosła się do zakładów, które były używane przez przedsiębiorstwo R. M. Owen & Company, które opuściło je po przekształceniu w Owen Magnetic.

## Produkcja
Samochody były konwencjonalnymi modelami napędzanymi silnikami 4-cylindrowymi. Wiele z nich zostało wyeksportowanych do Europy i Australii. Wybuch I wojny światowej spowodował znaczne straty finansowe w przedsiębiorstwie, które upadło w 1915 roku. Z pozostałych części zmontowano następnie kilka samochodów. Większość z ok. 6000 wyprodukowanych pojazdów została zezłomowana do roku 1945. Do czasów współczesnych zachowały się pojedyncze egzemplarze tej marki.

## Przegląd modeli
| Rocznik | Marka | Model               | Liczba cylindrów | Moc (KM) | Rozstaw osi (cm) | Nadwozie                                                                     |
| ------- | ----- | ------------------- | ---------------- | -------- | ---------------- | ---------------------------------------------------------------------------- |
| 1910    | Krit  | Model A             | 4                | 22,5     | 244              | runabout 2-miejscowy                                                         |
| 1910    | Krit  | Model B             | 4                | 22,5     | 244              | roadster 3-miejscowy                                                         |
| 1910    | Krit  | Model C             | 4                | 22,5     | 244              | surrey 4-miejscowy                                                           |
| 1911    | Krit  | Model A             | 4                | 22,5     | 244              | runabout 2-miejscowy, roadster 3-miejscowy, surrey 4-miejscowy               |
| 1911    | Krit  | Model U podwieszany | 4                | 22,5     | 244              | runabout                                                                     |
| 1912    | Krit  | Model A             | 4                | 22,5     | 244              | roadster                                                                     |
| 1912    | Krit  | Model K             | 4                | 22,5     | 269              | turystyczny                                                                  |
| 1912    | Krit  | Model M             | 4                | 22,5     | 249              | torpedo                                                                      |
| 1912    | Krit  | Model U podwieszany | 4                | 22,5     |                  | roadster                                                                     |
| 1913    | Krit  | Model A             | 4                | 25       | 244              | roadster 2-miejscowy                                                         |
| 1913    | Krit  | Model KR            | 4                | 25       | 269              | roadster 2-miejscowy                                                         |
| 1913    | Krit  | Model KT            | 4                | 25       | 269              | turystyczny 5-miejscowy                                                      |
| 1914    | Krit  | Model L             | 4                | 22,5     | 274              | turystyczny 5-miejscowy, roadster 3-miejscowy, dostawczy                     |
| 1915    | Krit  | Model M             | 4                | 22,5     | 274              | turystyczny de-luxe 5-miejscowy, kabriolet 3-miejscowy, roadster 3-miejscowy |
| 1915    | Krit  | Model O             | 4                | 22,5     | 274              | turystyczny 5-miejscowy, roadster 3-miejscowy                                |
| 1913    | MCC   | Six                 | 6                | 36       | 305              | turystyczny 5-miejscowy                                                      |